# الجمعية الدولية لنشرات الأدوية
تعمل الجمعية الدولية لنشرات الأدوية على زيادة تبادُل المعلومات عالية الجودة حول الأدوية الطبية والعلاج الطبي بين البلدان، حيث بدأت في عام 1986 و بدعم من منظمة الصحة العالمية.
ولكي تكون عضوًا فِي الجمعية الدولية لنشرات الأدوية يجب أن يتمتع الناشر بمستوى محدد من الاستقلال عن تضارب المصالح ويقوم الناشر بالنشر كل ثلاثة أشهر على الأقل.
تشمل الأعضاء: منظمة بريسكايبر الأسترالية، ريفو بسكرير، صحيفة نشرات الأدوية العلاجية، مبادرة علم المداواة فن العلاج، مبادرة أفضل الأدوية، أسوأ الأدوية، مبادرة اللوائح الطبية في الممارسة العملية التي تُطلقها لجنة المخدرات للجمعية الطبية الألمانية.